# Jakob Hutter
Jakub Hutter († 25. února 1536 Innsbruck) byl tyrolský anabaptistický vůdce a zakladatel náboženské skupiny zvané hutterité.

## Biografie
Byl to kloboučník z Jižního Tyrolska (dnes sever Itálie). Stal se vůdcem radikálního křesťanského hnutí, které se objevilo v německy mluvících oblastech Evropy v první polovině 16. století (viz habáni). Muži i ženy opouštěli římskokatolickou církev, která byla podle nich porušená a nemohla již více naplnit jejich duchovní potřeby. Tisíce se nechávali křtít na důkaz své nové víry, ačkoliv bylo toto překřtívání v očích tehdejšího světa hodno trestu smrti. Na Moravě tehdy vládla náboženská tolerance a tak se tyrolští anabaptisté (novokřtěnci), jak se jim říkalo, utíkali pod vedením Huttera právě sem. Zde spolu s dalšími skupinami (habánů) žili v komunitách se společným vlastnictvím majetku, zastávali nenásilí a křest vědomě věřících (zpravidla tedy dospělých).
Jakob Hutter cestoval mezi Tyrolskem a Moravou, učil (kázal) a křtil. Byl silná, vůdčí, obdarovaná osobnost. V roce 1534 ho sbor v Hustopečích povolal za svého pastora a toto společenství se pod jeho vedením brzy stalo střediskem moravského anabaptismu. To ale trvalo krátce. Zatčen byl 1. prosince 1535 a odvezen do Innsbrucku, kde byl mučen a pak 25. února 1536 zaživa upálen.
Jeho slova se dochovala v osmi dopisech, které napsal oddělen pronásledováním od svých bratří a sester. Ale jeho odkaz trvá v církvi, která přijala jeho jméno, přežila pronásledování a existuje i dnes – jde o několik tisíc hutteritů, žijících ve farmářských komunitách v kanadské Albertě a Manitobě a v Montaně a Jižní Dakotě v USA.